# キナバル自然公園
キナバル自然公園（キナバルしぜんこうえん、キナバル公園、マレー語: Taman Kinabalu、英語: Kinabalu Park）は、ボルネオ島のマレーシア領内、北端部のサバ州にあるキナバル山を含む山域の保護を目的とした自然公園。マレーシアの国立公園（IUCNカテゴリーII）であり、キナバル国立公園（マレー語: Taman Negara Kinabalu、英語: Kinabalu National Park）とも呼ばれる。2000年、ユネスコの世界遺産（自然遺産）に登録されている。2023年にユネスコ世界ジオパークにも指定される。

## 概要
キナバルとは、マレー語で「キナ（Kica〈チナ、Cina〉）」は「中国」、「バル（Balu）」は「寡婦（未亡人）」を意味する。キナバル山付近には、中国人の男と先住民の寡婦を主題とする伝説などがいくつか残っている。また、先住民カダザン・ドゥスン族のカダザン語（ドゥスン語）による「アキナバル（アキ・ナバアル、Aki Nabalu）」（「死者の聖地〈祖先を奉る山〉」の意）からの転訛ともされる。
ボルネオ島のジャングルは、世界最古の熱帯雨林といわれるとともに、南アメリカ大陸のアマゾンやアフリカ大陸のコンゴ盆地を含む世界三大熱帯林の1つに数えられる。公園内には、特有の動植物が数多く見られ、とりわけ世界最大の花ともいわれるラフレシア、食虫植物として有名なウツボカズラが原生している。
また、公園本部（英: Park Headquarters; Park H.Q.〈PHQ〉）から約40キロメートルの場所にポーリン温泉（英: Poring Hot Spring〈PHS〉）があり、入浴施設などのほか、ポーリン温泉・自然保護区（英: Poring Hot Spring & Nature Reserve）として観察路（トレイル、英: trails）などが整備される。公園本部の東約14キロメートルのマシラウの施設と登山路は、2015年6月のサバ地震による災害以降閉鎖されている。

## 地勢

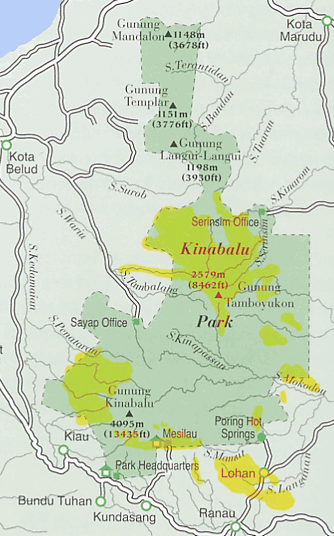
キナバル国立公園超塩基性岩帯

キナバル自然公園は、ボルネオ島の東マレーシア、サバ州西側に伸びるクロッカー山脈に位置する。ボルネオ島ならびにマレーシアの最高峰キナバル山（標高4095.2メートル）、それに高さマレーシア第3位のタンブユコン山（標高2579メートル）を中心とした地域が指定され、北部はテンプラー山（マレー語: Gunung Templer、標高1128メートル）を含む山域につながる。
面積は 75,370ヘクタール (753.7 km2) で、ラナウ郡、コタ・ブルッ郡（コタブルド）、コタ・マルドゥ郡（コタマルド）の3つの地域にまたがり、標高は152メートル（Serinsim）から4095メートルにおよぶ。
| ラナウ         | 31,700ヘクタール (317.0 km2) |  |  |  |
| コタ・ブルッ   | 25,700ヘクタール (257.0 km2) |  |  |  |
| コタ・マルドゥ | 17,970ヘクタール (179.7 km2) |  |  |  |
|                |                              |  |  |  |
| 総面積         | 75,370ヘクタール (753.7 km2) |  |  |  |

低地熱帯雨林
標高約1200メートルまで（500-1400m）。
温泉地で知られるポーリンは、標高約500メートル（550m）にあり、樹高50メートル（30-50m）におよぶフタバガキ林が形成される。
下部山地林
標高約1200-1800メートル（1400-1900m）。
ブナ科・クスノキ科の樹木が多くを占める。標高が高くなるに従って樹高は低くなり、標高約1500-1600メートル（1563m）にある公園本部周辺の樹高は20メートルほどとされる。
上部山地林
標高約1800-2700メートル（1900-2600m）。
全般に霧が発生する雲霧林にあたり、蘚苔林（せんたいりん）として、コケ・シダ・ランなどの着生植物が繁茂している。
亜高山帯林
標高約2700-3500メートル（2600-3500m）。
標高3200メートルにかけて超塩基性岩（蛇紋岩）地帯が続き、フトモモ科・マキ科などの低木が占める。
高山帯
標高3500メートルから（3500-4100m）。
森林限界は標高約3500メートルで、花崗岩が露出する。植生はわずかで小低木や草本類などが岩盤の間隙に見られる。
キナバル山は、1500万年前のマグマの貫入による花崗岩（花崗閃緑岩）がおよそ100万年前（150万年前）に隆起したもので、頂部には最終氷期の氷冠による氷食地形が形成されている。

### 気象
年間雨量には変動があるが、標高1560メートル付近にある公園本部の平均年間降水量は2380ミリメートルないし2700ミリメートルとされ、降水量は標高が高くなるほど増加する。雨量は一般に10-1月が最も多く、2-5月が少ない。また、公園本部の月平均気温はおよそ摂氏20度で、昼夜の日内変動は7-9度となる。キナバル山頂部では摂氏4度になり、ごくまれに降雪も記録される。
| 地点      | 観測年（西暦）    | 年間降水量 | 年平均気温 |  |
| --------- | ----------------- | ---------- | ---------- |  |
| 公園本部  | 1997-1998年       | 1,709 mm   | 18.6°C     |  |
| 公園本部  | 1996・1999-2000年 | 3,120 mm   |            |  |
| 公園本部  | 1996・1999-2001年 |            | 18.1°C     |  |
|           |                   |            |            |  |
| Mempening | 2006年            | 3,203 mm   | 16.2°C     |  |
| Mempening | 2007年            | 3,109 mm   | 16.2°C     |  |

## 自然

### 植物

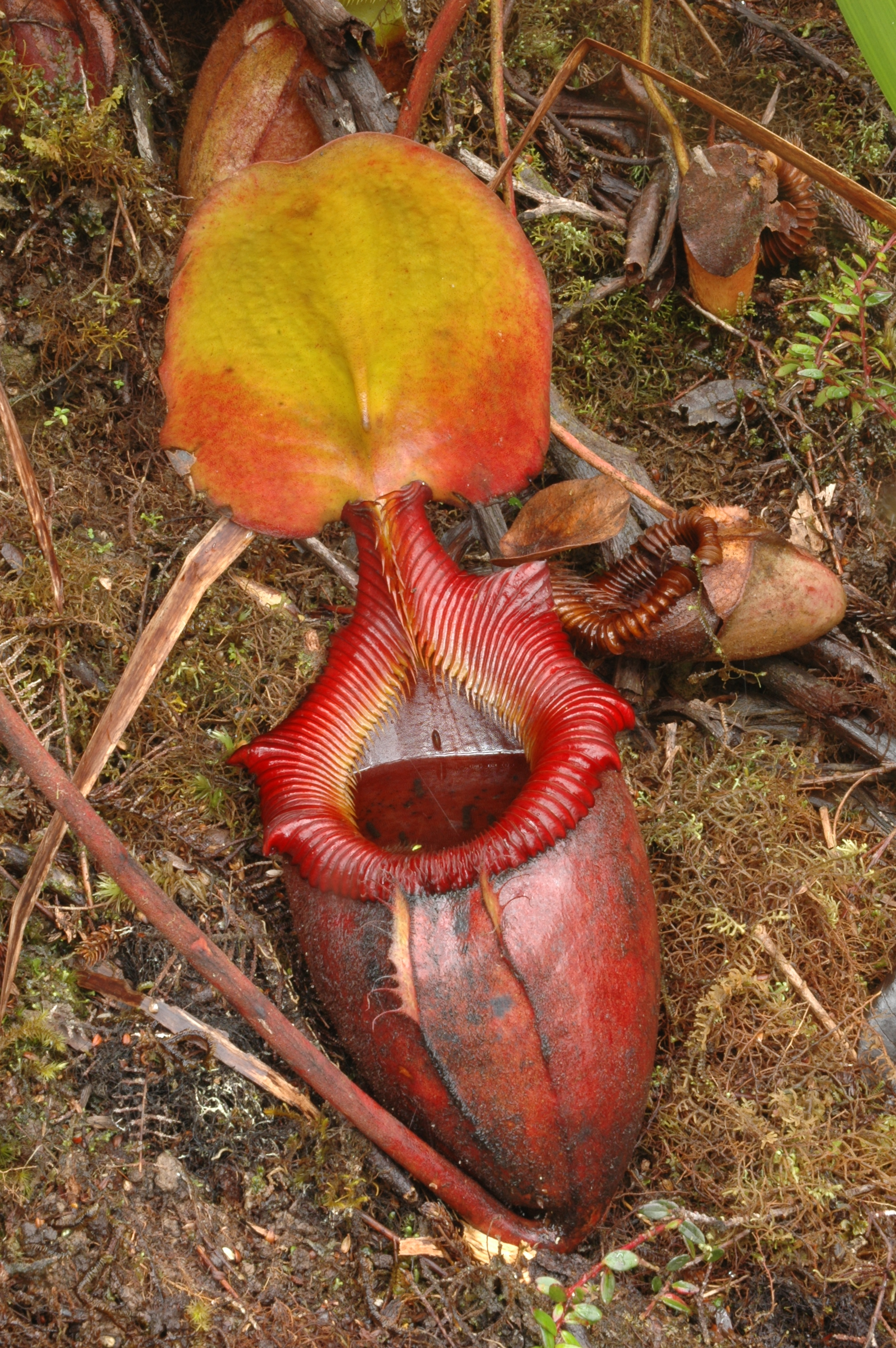
キナバルウツボカズラ

維管束植物は、推定5000-6000種が自生するものとされる。約4000種の植物が知られており、そのうちランは約700種（711種）の報告があり、1200種余りが生育するともいわれる。また、シダ類は621種（590種）におよぶほか、シャクナゲ類は24種（27種）とされ、イチジク類78種、ヤシ類81種、ブナ科の樹木は40種余りとされる。
ウツボカズラ（Nepenthes）の自生する9種のうち、固有種としてオオウツボカズラ（N. rajah）・ビロードウツボ（N. villosa）・ヒョウモンウツボ（N. burbidgeae）などが知られ、キナバルウツボカズラ（N. × kinabaluensis〈N. kinabaluensis〉）は、ビロードウツボとオオウツボカズラの自然交雑種とされる。ラフレシア（Rafflesia）は、R. keithii（ケーシーラフレシア）・R. pricei（プリセイラフレシア）の2種のほか、R. tengku-adliniiの記録がある。

### 動物

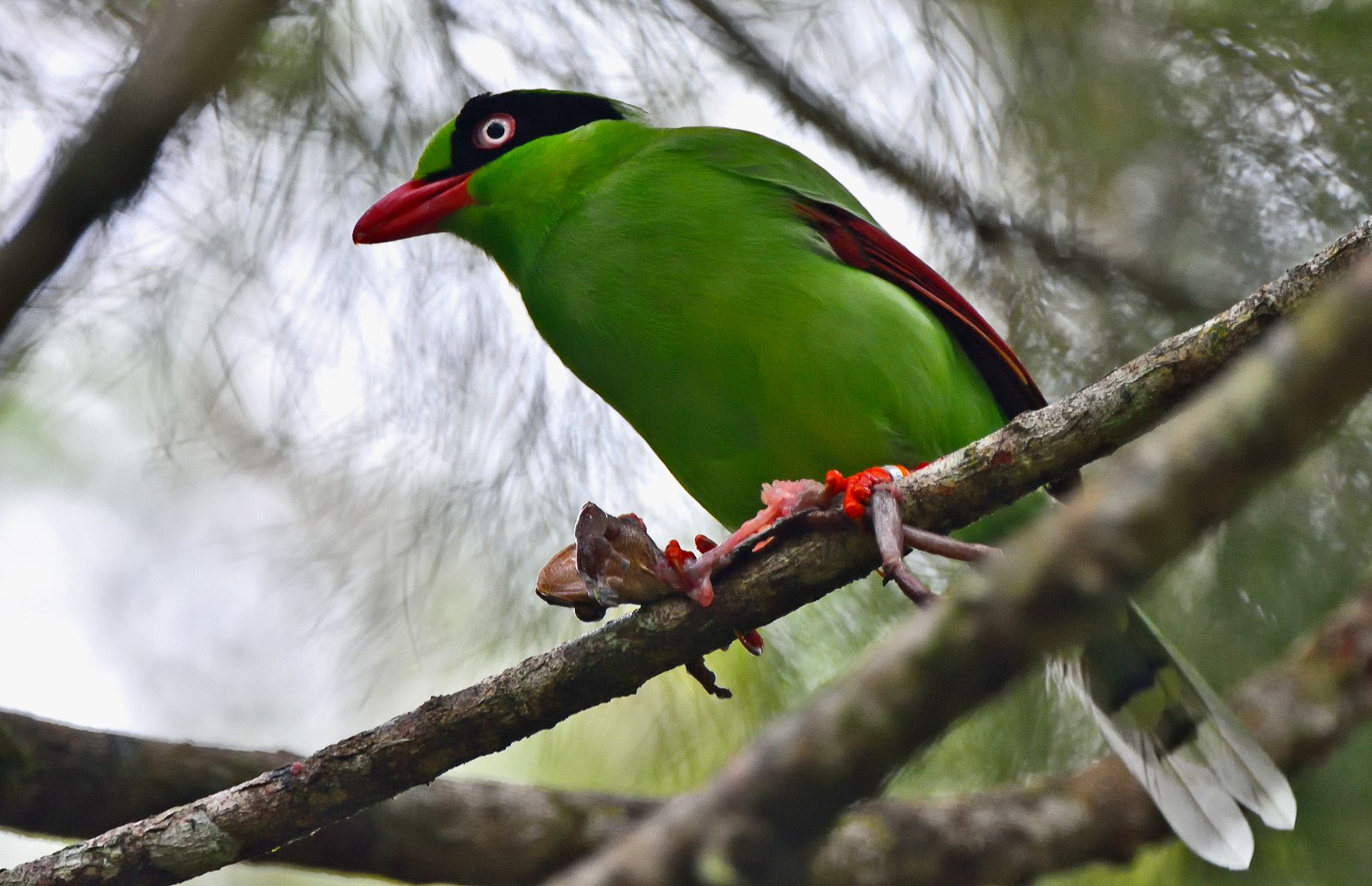
ボルネオタンビヘキサン

鳥類は、ボルネオ島産の鳥約600種のうちおよそ半分の300種余り（306種）の報告があり、このうち固有種は23種で、少なくとも17種がキナバル固有の鳥とされる。特にアカガシラシャコの生息が知られる。
哺乳類は、ボルネオ島の陸生223種（229種〈うち野生化家畜6種〉、サバ州201種）のうち123種の記録がある。そしてボルネオ島固有の哺乳類42種のうち、サバ州で34種、キナバルの山域において28種が認められる。キナバル固有種としてクロジャコウネズミ（Suncus ater）が生息し、また、ヤマスンダトゲネズミ（Maxomys alticola）がキナバル山とトゥルスマディ山 の山域のみ記録されるほか、キナバルジネズミ（Crocidura baluensis）の生息も知られる。
両生類は、カエルが多く75種を数えるほか、アシナシイモリ類も認められる。爬虫類は、サバ州で100種であることからおよそ80種であろうといわれる。昆虫においては、チョウ290種（約600種）、アリ125種などとされる。

## 歴史
1851年、イギリスの植民地施政官で博物学者のヒュー・ローが、キナバル山頂部への登山を初めて記録した。その後、1858年4月と7月にも登頂しているが、ヒュー・ローにちなんで名付けられた最高点のローズ峰（ローズ・ピーク、英: Low's Peak）には至っておらず、1888年、ジョン・ホワイトヘッドが到達している。

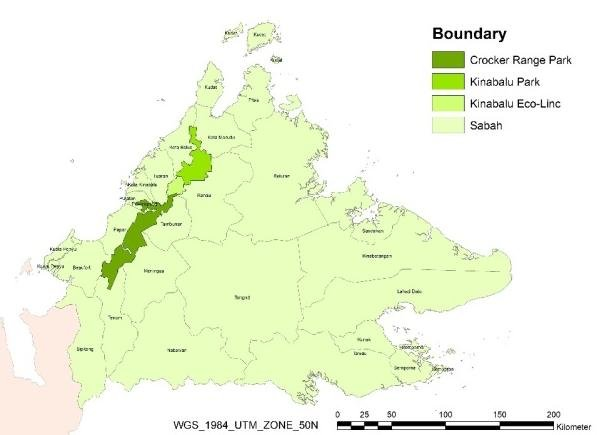
キナバル・エコリンク境界図
クロッカー山脈国立公園
キナバル国立公園
キナバル・エコリンク
サバ州

キナバル自然公園は、植物学者E・J・H・コーナーによる1961年のロンドン王立学会の調査結果を踏まえ、1962年、植民地議会によりサバ国立公園の条例が可決。これに基づき1963年のマレーシア連邦成立の後、1964年1月16日、サバ州初の州立（国立）公園として71,100ヘクタール (711.0 km2) が指定された。
その後、1971年に約 2,500ヘクタール (25.0 km2) が銅鉱業により解除され、1974年には北部のテンプラー山の森林保護区 9,300ヘクタール (93.0 km2) をつないで総面積を 77,900ヘクタール (779.0 km2) とした。
1984年、サバ州における新たな公園法の制定とともに境界が再定義され、面積は 75,370ヘクタール (753.7 km2) となった。キナバル国立公園は、同年、ASEAN遺産公園に指定される。2000年12月2日、国際連合教育科学文化機関（ユネスコ、UNESCO）の世界遺産（自然遺産）に登録された。キナバル公園は、サバ州公園理事会（英: The Board of Trustees of Sabah Parks）のもと、サバ州公園局により管理・運営されている。公園内の宿泊施設は、2008年より民間企業のステラサンクチュアリロッジ（Sutera Sanctuary Lodges）に委託された。
2011年、サバ州のキナバル国立公園側のクンダサンとクロッカー山脈国立公園側のタンブナンとの生態系をつなぐ重要性についての調査がなされた後、焼畑農業地帯により隔てられた約12キロメートル（10km）を森林として再生させ、2つの国立公園の生態系を連結するキナバル・エコリンク（英: Kinabalu Ecolinc）事業が進められている。

## 登録基準
この世界遺産は世界遺産登録基準のうち、以下の条件を満たし、登録された（以下の基準は世界遺産センター公表の登録基準からの翻訳、引用である）。
- (9) 陸上、淡水、沿岸および海洋生態系と動植物群集の進化と発達において進行しつつある重要な生態学的、生物学的プロセスを示す顕著な見本であるもの。
- (10) 生物多様性の本来的保全にとって、もっとも重要かつ意義深い自然生息地を含んでいるもの。これには科学上または保全上の観点から、すぐれて普遍的価値を持つ絶滅の恐れのある種の生息地などが含まれる。